# BMW E23
Die Oberklasse-Baureihe BMW E23 war die erste 7er-Reihe von BMW und kam im Frühjahr 1977 auf den Markt. Sie löste die ab 1968 produzierte Baureihe E3 ab. Der französische Autodesigner Paul Bracq zeichnete für die Serie verantwortlich, allerdings musste er Konzessionen bei seiner Gestaltung eingehen und verließ BMW anno 1974.
Nach der 5er-Baureihe von 1972, dem 3er von 1975 und dem 6er von 1976 waren die 7er-Modelle Ende der 1970er Jahre der vorläufige Schlusspunkt der Neuordnung des Pkw-Programms von BMW. Alle vier Baureihen waren nun durch Modellbezeichnung und wiederkehrende Designmerkmale neu geordnet. Nachfolger des E23 ist der ab Herbst 1986 gebaute E32. Die BMW-7er-Reihe wurde von Mai 1977 bis August 1986 produziert.

## Modellgeschichte

### Allgemeines

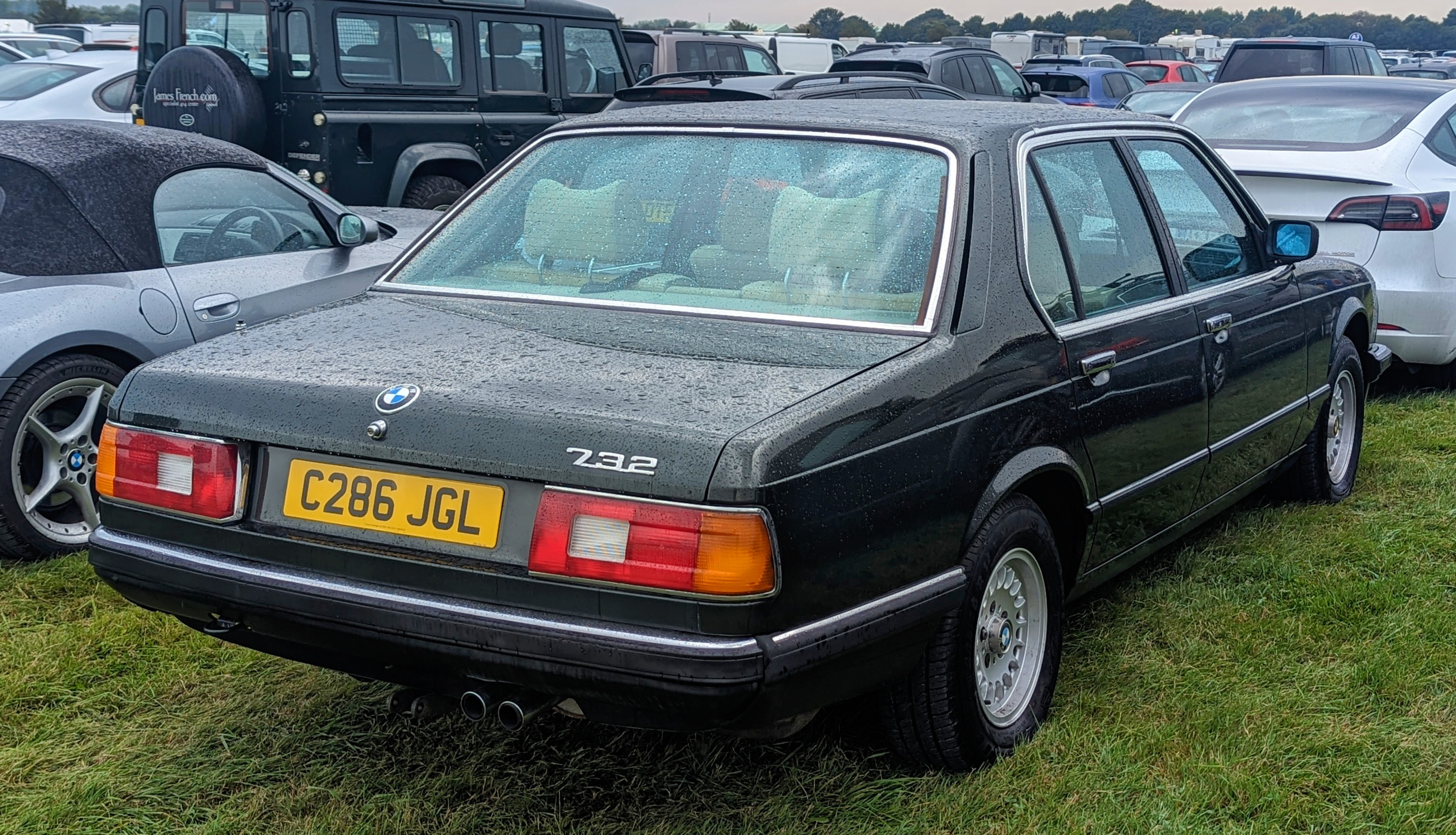
Heckansicht

Zum Marktstart im Mai 1977 waren zunächst die Modelle 728, 730 und 733i mit den aus dem Vorgängermodell E3 übernommenen M30-Motoren im Programm. Formal nahm das bereits Anfang 1976 präsentierte 6er-Coupé (E24) viele Designmerkmale des 7er-BMW vorweg; das Fahrwerk des Coupés basierte aber noch auf dem des ersten 5er-Modells E12. Wie das Coupé boten die stärkeren Modelle eine Abfrage von Wasser-, Ölstand und der Lichtanlage (Check Control).
Im E23 wurde 1979 das Antiblockiersystem (ABS) eingeführt, das von Mercedes-Benz zusammen mit Bosch entwickelt worden war. Ebenso wurden im September 1979 alle Motoren mit der elektronischen Saugrohreinspritzung L-Jetronic von Bosch ausgerüstet. Der BMW 728i löste die Modelle 728 und 730 ab. Der 732i löste den 733i ab. Er hatte als der erste Serien-Pkw eine zentrale Motorsteuerung für Einspritzung und Zündung, die Motronic von BOSCH. Der BMW 735i wurde neu ins Fahrzeugprogramm aufgenommen. Ebenfalls neu vorgestellt wurde der BMW 725i. Dieser war in Deutschland nur für Behörden bzw. in einigen Exportmärkten verfügbar.
Als Topmodell kam im April 1980 der 745i mit dem aus dem 732i bekannten 3,2-Liter-Motor auf den Markt, welcher durch den Einsatz eines Turboladers und eines Ladeluftkühlers eine Leistung von 185 kW erzielte. Drei Jahre später diente der Motor des 735i als Basis für den 745i, was an der Leistung aber nichts änderte, sondern ausschließlich mehr Drehmoment mit sich brachte.

### Modellpflege
Mit der Einführung des 728i/732i Ende 1979 wurden am Armaturenbrett die Drehregler für Heizung und Lüftung umgestaltet. Die Luftverteilung wurde über pneumatische Tasten geregelt und die Analoguhr durch eine digitale ersetzt. Dies schuf Platz für den optional erhältlichen Bordcomputer. Im August 1982 gab es eine größere Modellpflegemaßnahme. Bei dieser wurde neben anderen Fahrzeugänderungen – so wurde die Front aerodynamisch überarbeitet – im Modell 745i der Motor des 735i mit Turboaufladung eingesetzt. Die Motorleistung änderte sich nicht, jedoch wurden das Ansprechverhalten und die Durchzugskraft erhöht. Auch sind die E23-7er seitdem besonders gut gegen Rost geschützt.
Ab 1984 war der 735i mit Katalysator lieferbar, bis Januar 1985 nur in Verbindung mit einem Automatikgetriebe. Vom Oktober 1984 bis August 1986 wurden 1237 Stück ausgeliefert. Ab Januar 1985 bis August 1986 wurden 738 Stück mit Schaltgetriebe ausgeliefert.

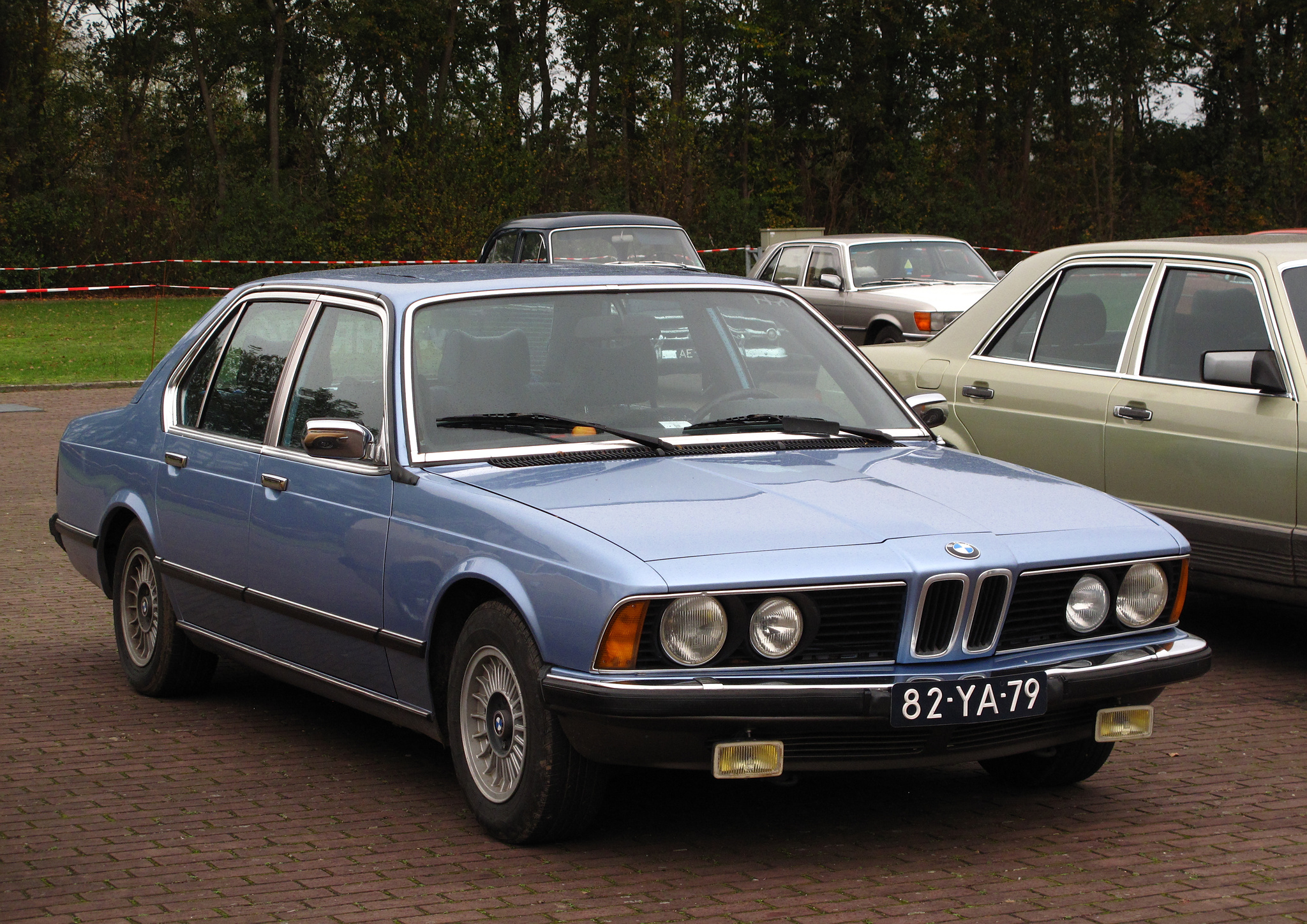
BMW 7er (1977–1982)
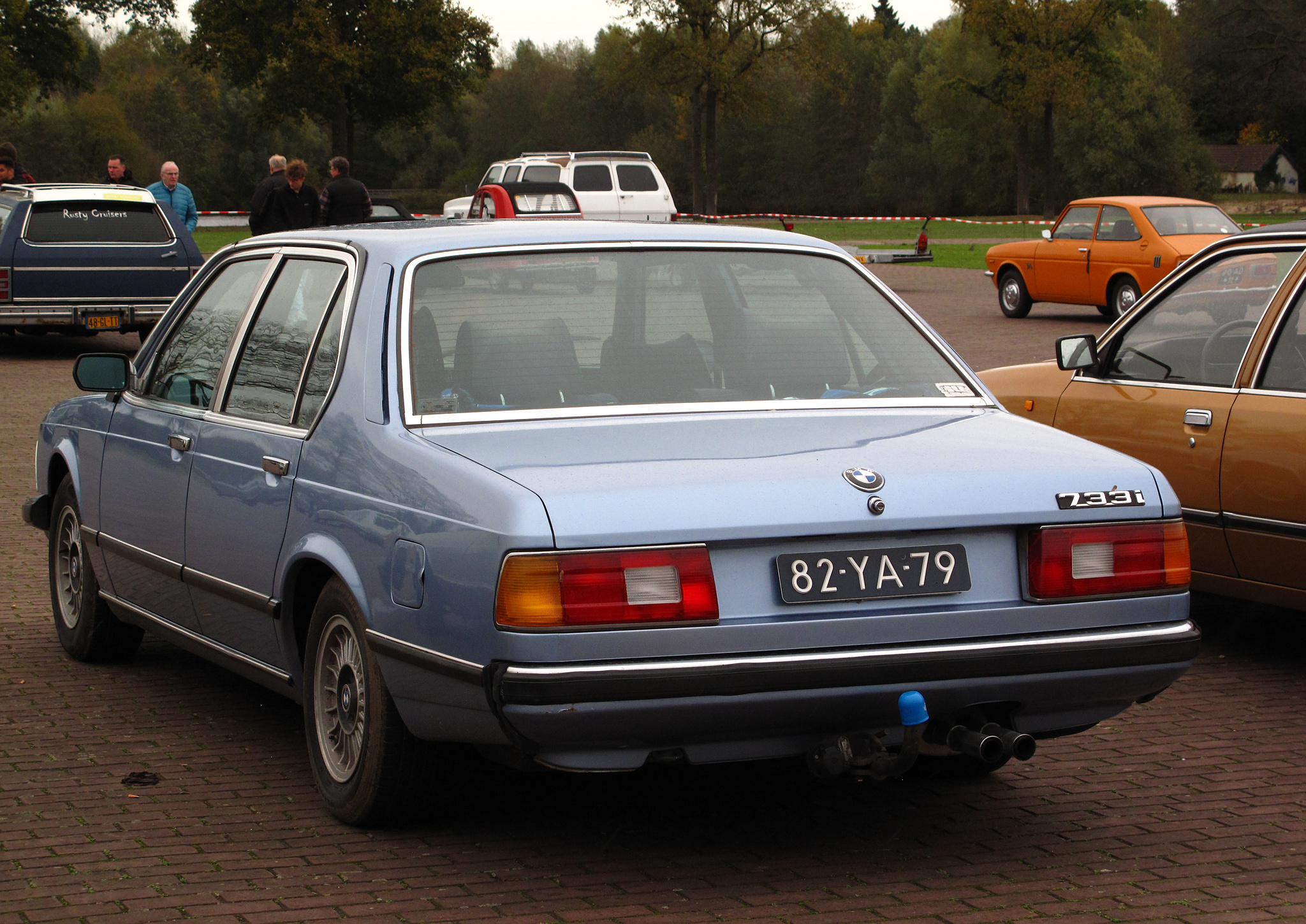
BMW 7er (1977–1982)
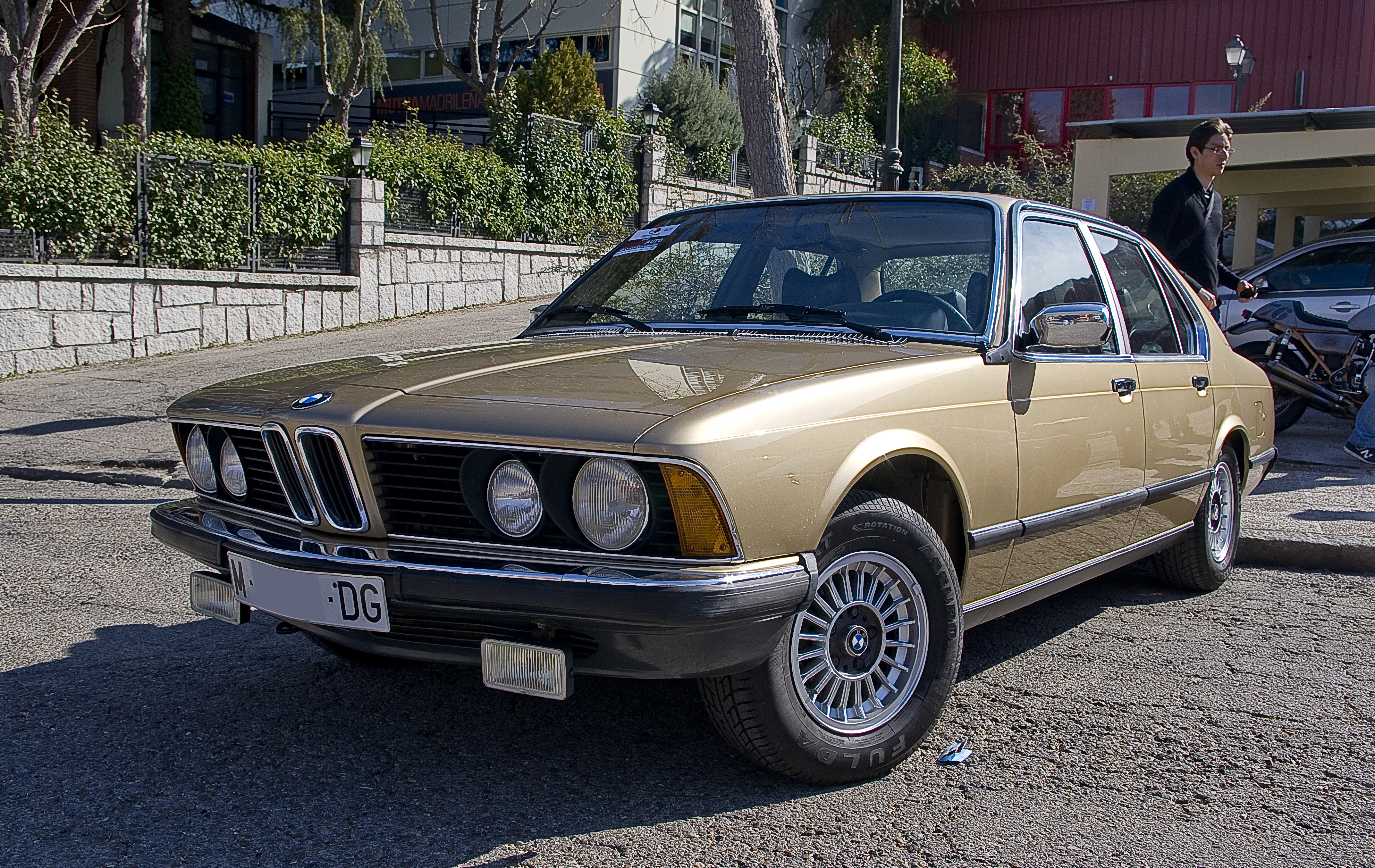
BMW 733i
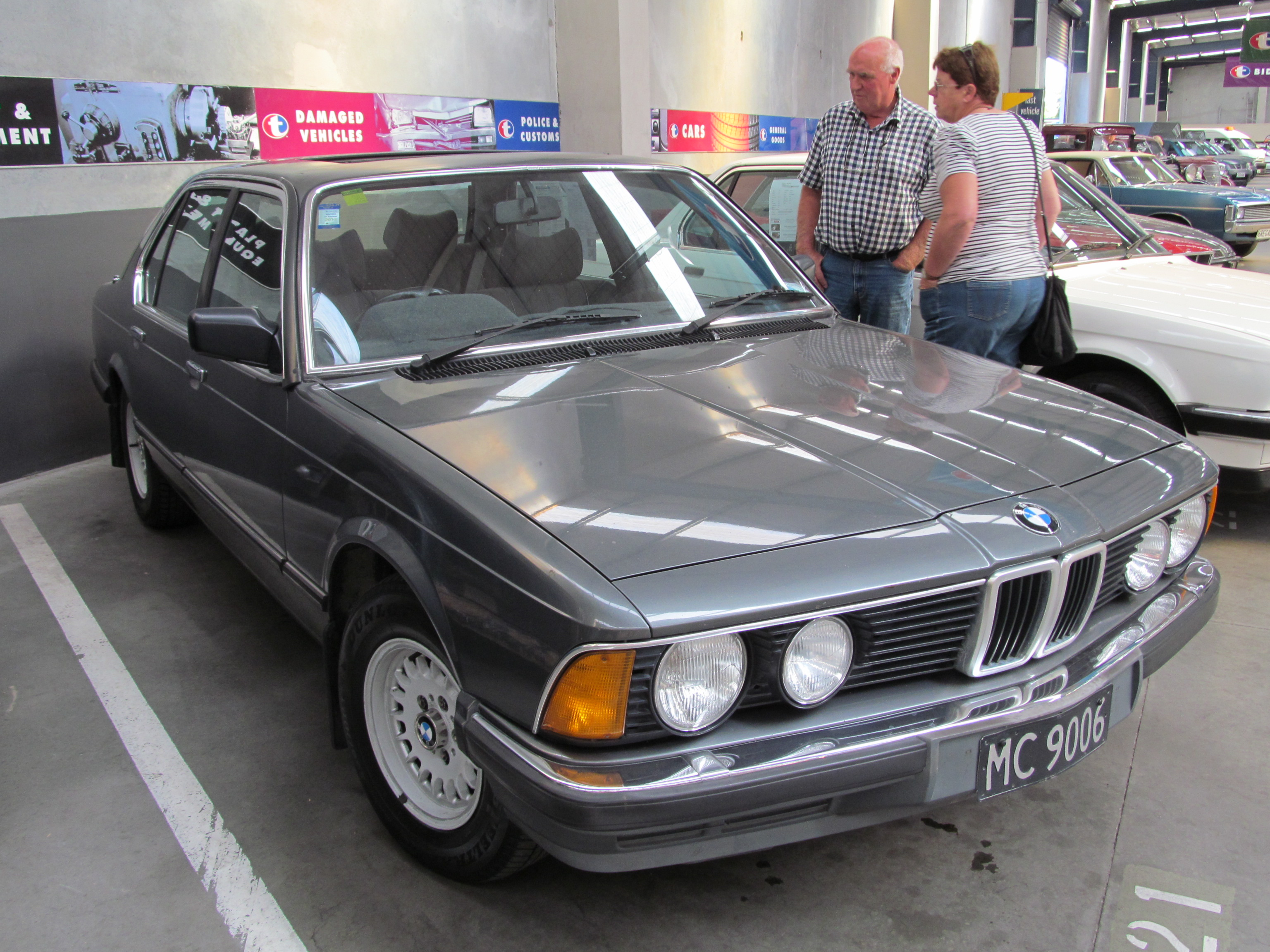
BMW 7er (1982–1986)
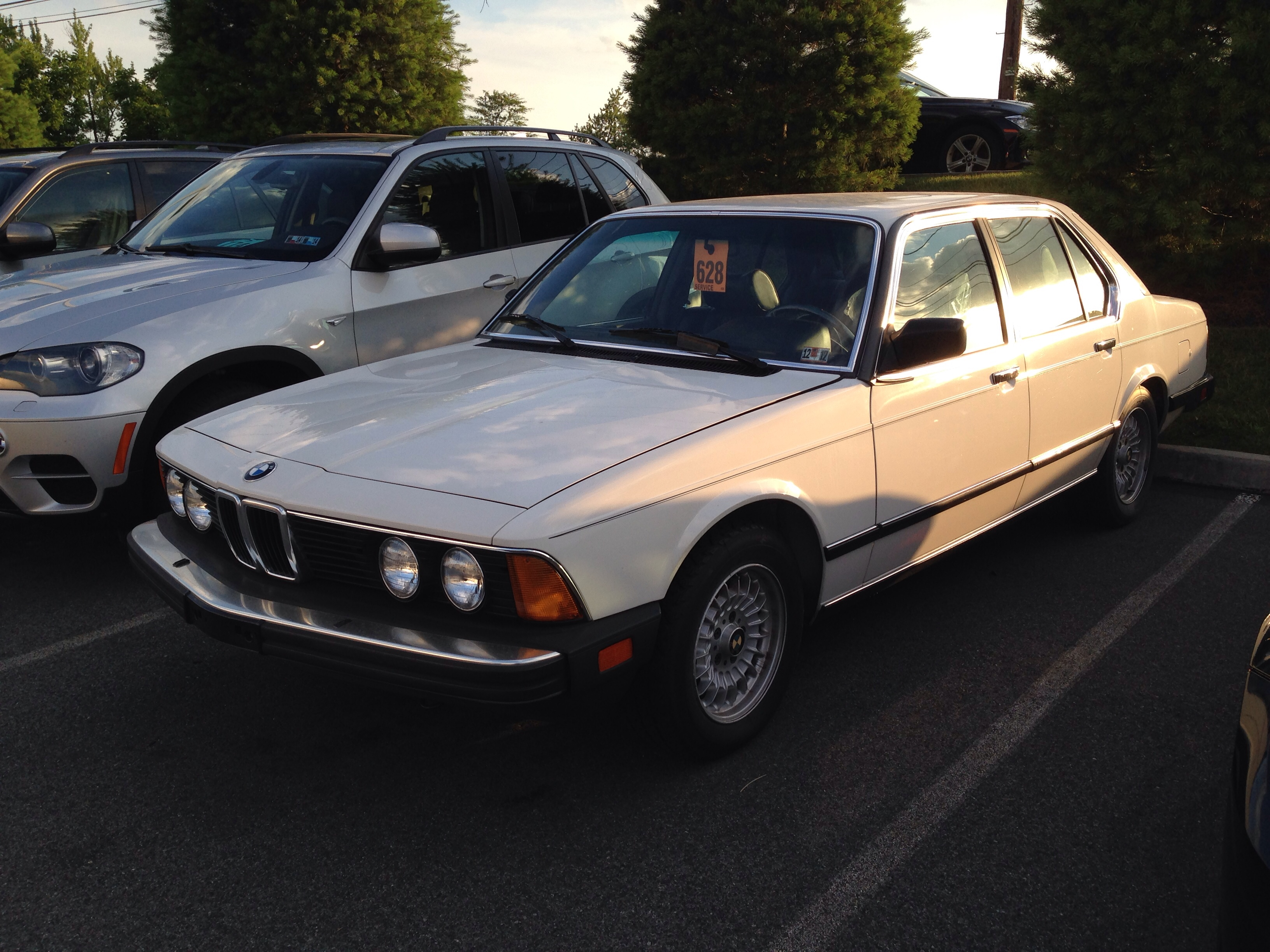
E23 USA-Modell (1983–1986)
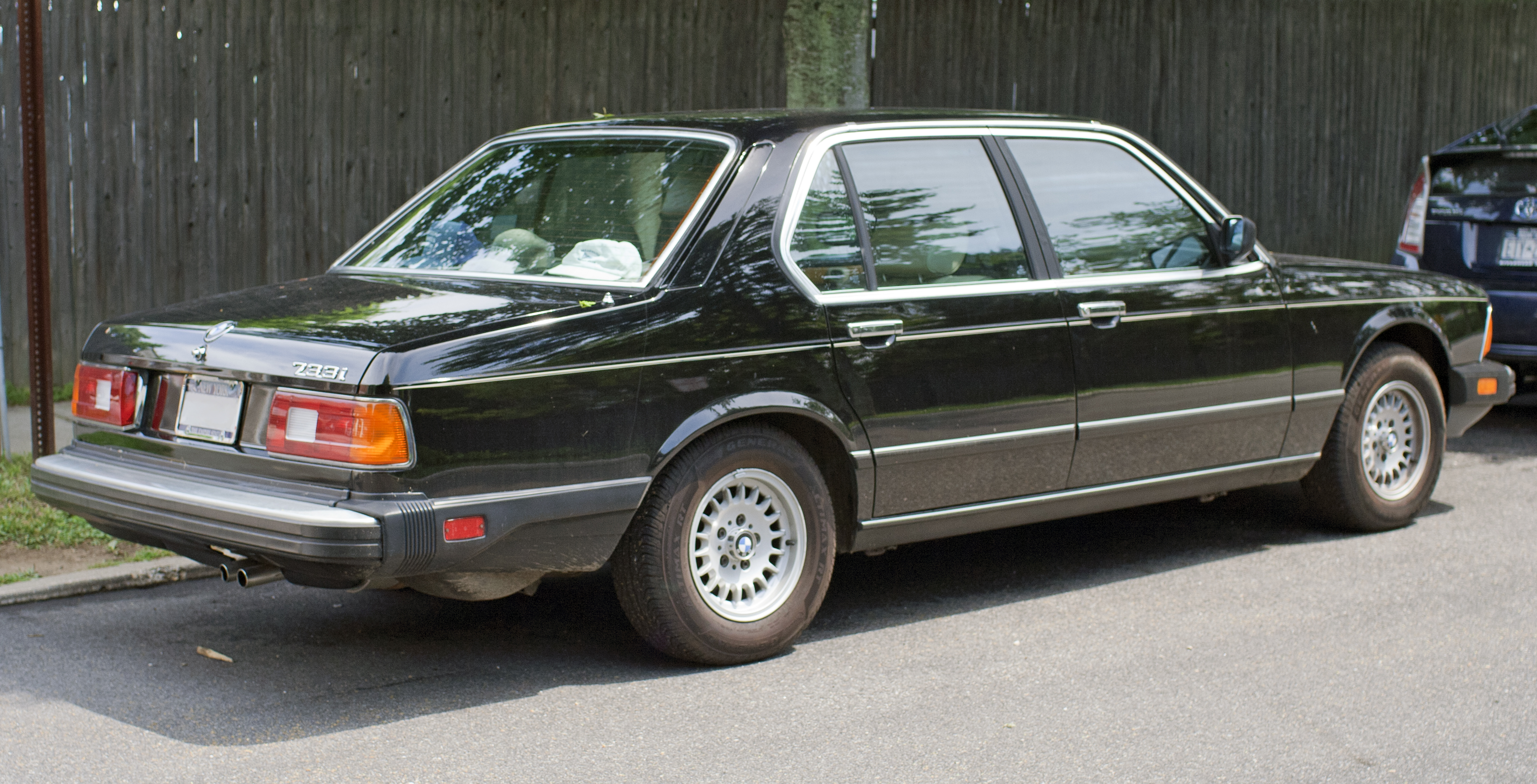
E23 USA-Modell (1983–1986), Heckansicht
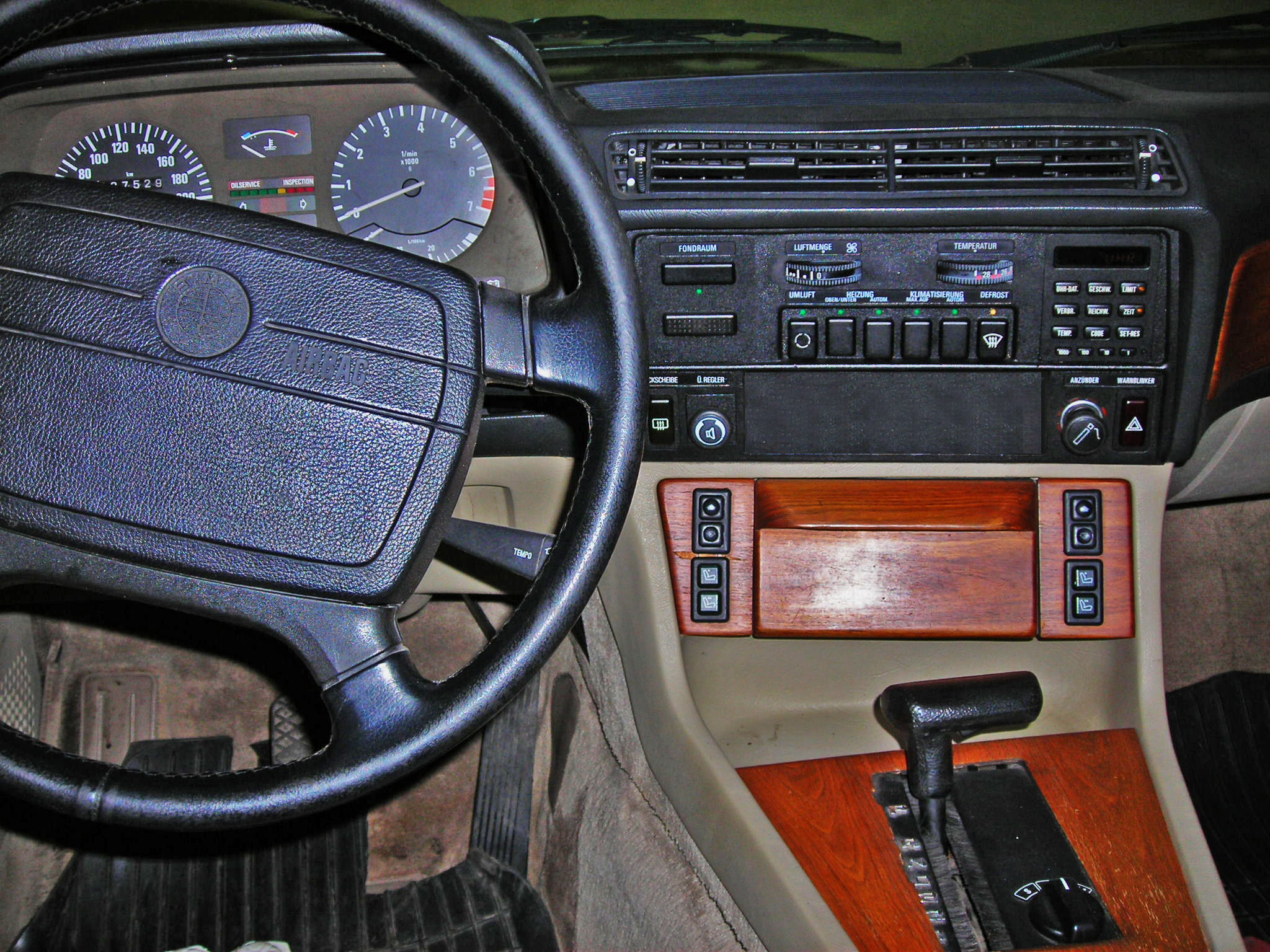
BMW 745i, Blick ins Cockpit mit Airbag-Lenkrad
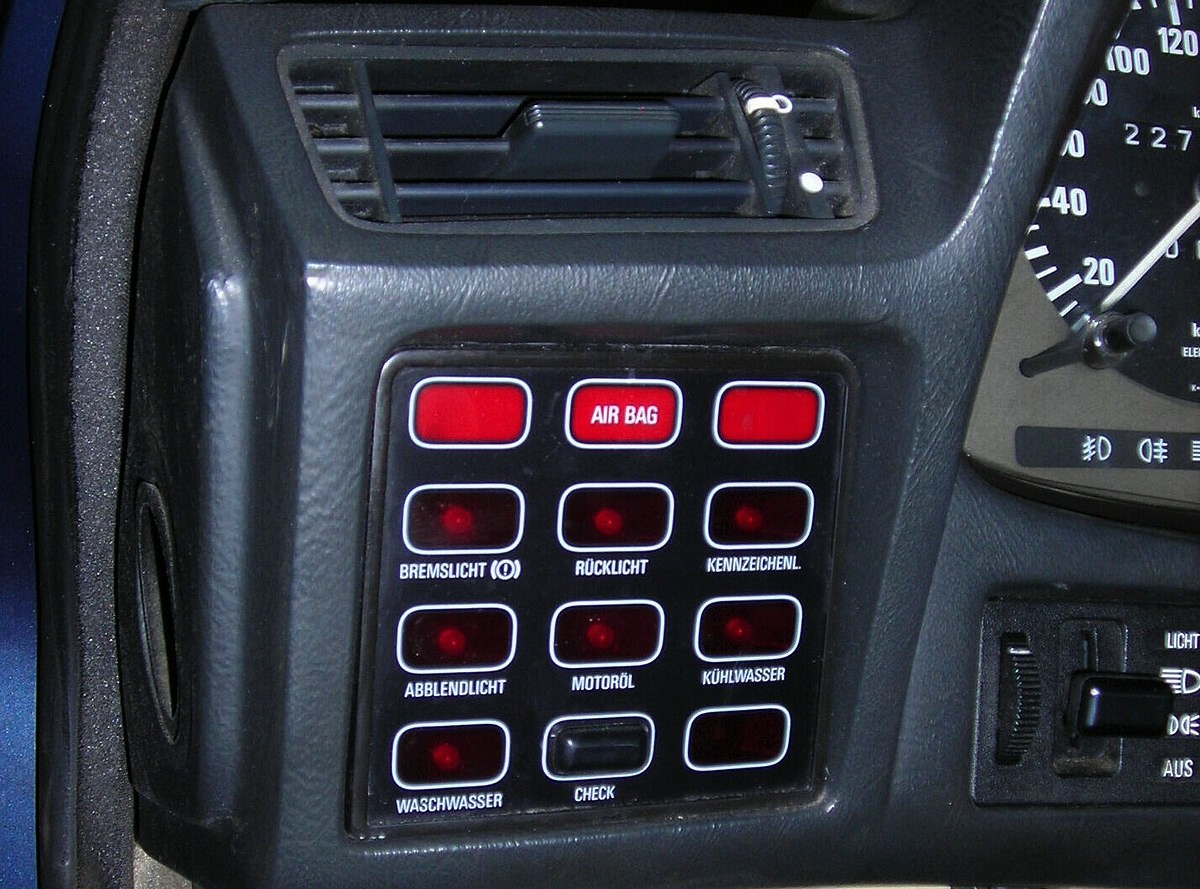
Abfrageeinheit Check Control

### Modellbezeichnungen
Auch die Modelle der 7er-Reihe tragen eine dreistellige, numerische Modellbezeichnung.
Die vorangestellte „7“ steht für die Baureihe. Die zwei Ziffern hinter der „7“ benennen als Kürzel den Hubraum. Hier fand jedoch in einigen Fällen eine Auf- oder Abrundung zugunsten der gewünschten Modellbezeichnung statt und ist mathematisch daher nicht immer korrekt. Eine Ausnahme ist der 745i mit Turbolader und Ladeluftkühler, der einen aus dem BMW 732i abgeleiteten Motor mit anfangs 3210 cm³ Hubraum hatte. Werbewirksam sollte die höhere Motorleistung durch eine höhere Zahl zum Ausdruck kommen. Diese wurde laut BMW-Prospekt von 1980 durch die Multiplizierung von 32 mit der damals im Motorsport üblichen Formel für Turbofahrzeuge ermittelt (Hubraum mal 1,4 = die Hubraumklasse, in der Turbofahrzeuge zum Einsatz kamen). Das ergab dann bei 3210 cm³ Hubraum die Zahl 4494 (→ 45). So entstand wohl die Bezeichnung 745i. Zeitgenössische Gerüchte besagten, dass die Bezeichnung vom damals geplanten, aber aufgrund der zweiten Ölkrise 1979/80 verworfenen Zwölfzylindermotor stammte und beibehalten wurde. Die Modellbezeichnung 745i wurde 1983 bei der Hubraumerhöhung auf 3430 cm³ beibehalten.
Das nachgestellte „i“ in der Modellbezeichnung deutet auf einen Motor mit Saugrohreinspritzung („i“ = Abkürzung für Injection (engl. für Einspritzung)). Modelle ohne nachgestelltes „i“ haben einen Vergasermotor. In Summe über 270.000 E23, gegenüber dem Vorgänger E3 bei gleicher Bauzeitlänge eine Steigerung um etwa 50 %.

### Exportvarianten
In Großbritannien war der 745i nicht erhältlich. Bei der dort üblichen Rechtslenkung ließ die rechts angebrachte Lenksäule keinen Platz für den Turbolader. Daher gab es ausschließlich für den britischen Markt einen von Alpina getunten 735.
In Südafrika fertigte BMW South Africa in Rosslyn bei Pretoria ab 1983 ein Modell des E23 mit dem intern M88/3 genannten Motor aus dem M635 CSi, im E23 betrug die Leistung 213 kW (290 PS). Das Drehmoment des Motors lag bei 340 Nm bei 4400/min. Dieses Fahrzeug wurde als BMW M745i bezeichnet und bis 1985 in einer Stückzahl von 192 Exemplaren gebaut. Dieses Fahrzeug war seinerzeit der schnellste BMW 7er der Welt.
In den USA waren nur die Versionen 733i und 735i erhältlich. Ab 1985 wurde die Modellpalette mit dem L7 erweitert. Dieser war eine luxuriöse Variante des 735i, die ausschließlich für den amerikanischen Markt bestimmt war. Ein wichtiger Unterschied bestand in der speziellen Lederausstattung, bei der auch das Armaturenbrett und die Türverkleidungen mit Leder überzogen waren. Viele Sonderausstattungen waren bei diesem Fahrzeug serienmäßig verbaut. Alle L7-Modelle haben ein Automatikgetriebe.

## Technische Daten
|                                  | 725i                                                                          | 728                                                                           | 728i                                                                          | 730                                                                           | 732i                                                                          | 733i                                                                          | 735i                                                                          | 735i                                                                          | 745i                                                                          | 745i                                                                          |
| -------------------------------- | ----------------------------------------------------------------------------- | ----------------------------------------------------------------------------- | ----------------------------------------------------------------------------- | ----------------------------------------------------------------------------- | ----------------------------------------------------------------------------- | ----------------------------------------------------------------------------- | ----------------------------------------------------------------------------- | ----------------------------------------------------------------------------- | ----------------------------------------------------------------------------- | ----------------------------------------------------------------------------- |
| Zeitraum                         | 1979–1986                                                                     | 1977–1979                                                                     | 1979–1986                                                                     | 1977–1979                                                                     | 1979–1986                                                                     | 1977–1979                                                                     | 1979–1982                                                                     | 1982–1986                                                                     | 1980–1983                                                                     | 1983–1986                                                                     |
| Motorkennung                     | M30 B25                                                                       | M30 B28                                                                       | M30 B28LE                                                                     | M30 B30                                                                       | M30 B33                                                                       | M30 B33LE                                                                     | M30 B35LE                                                                     | M30 B35M                                                                      | M30 B33LAE                                                                    | M30 B35MAE                                                                    |
| Motortyp                         | R6 12V, Mehrpunkt-Einspritzung                                                | R6 12V, doppelte Doppelvergaser                                               | R6 12V, Mehrpunkt-Einspritzung                                                | R6 12V, doppelte Doppelvergaser                                               | R6 12V, Mehrpunkt-Einspritzung                                                | R6 12V, Mehrpunkt-Einspritzung                                                | R6 12V, Mehrpunkt-Einspritzung                                                | R6 12V, Mehrpunkt-Einspritzung                                                | R6 12V, Mehrpunkt-Einspritzung, Turbo, Rückkühlung                            | R6 12V, Mehrpunkt-Einspritzung, Turbo, Rückkühlung                            |
| Bohrung × Hub                    | 86,0 mm × 71,6 mm                                                             | 86,0 mm × 80,0 mm                                                             | 86,0 mm × 80,0 mm                                                             | 89,0 mm × 80,0 mm                                                             | 89,0 mm × 86,0 mm                                                             | 89,0 mm × 86,0 mm                                                             | 92,0 mm × 86,0 mm                                                             | 92,0 mm × 86,0 mm                                                             | 89,0 mm × 86,0 mm                                                             | 92,0 mm × 86,0 mm                                                             |
| Hubraum                          | 2494 cm³                                                                      | 2788 cm³                                                                      | 2788 cm³                                                                      | 2986 cm³                                                                      | 3210 cm³                                                                      | 3210 cm³                                                                      | 3430 cm³                                                                      | 3430 cm³                                                                      | 3210 cm³                                                                      | 3430 cm³                                                                      |
| Verdichtungsverhältnis           | 9,0: 1                                                                        | 9,0: 1                                                                        | 9,3: 1                                                                        | 9,0: 1                                                                        | 10,0: 1                                                                       | 9,0: 1                                                                        | 10,0: 1                                                                       | 10,0: 1                                                                       | 7,0: 1                                                                        | 8,0: 1                                                                        |
| Max. Leistung: PS (kW) bei 1/min | 150 PS (110 kW) bei 6000                                                      | 170 PS (125 kW) bei 6000                                                      | 184 PS (135 kW) bei 5800                                                      | 184 PS (135 kW) bei 6000                                                      | 197 PS (145 kW) bei 5500                                                      | 197 PS (145 kW) bei 5500                                                      | 218 PS (160 kW) bei 5200                                                      | 218 PS (160 kW) bei 5200                                                      | 252 PS (185 kW) bei 5200                                                      | 252 PS (185 kW) bei 5200                                                      |
| Max. Drehmoment: Nm bei 1/min    | 215 Nm bei 3700                                                               | 238 Nm bei 3700                                                               | 240 Nm bei 4200                                                               | 260 Nm bei 3700                                                               | 285 Nm bei 4300                                                               | 280 Nm bei 4300                                                               | 310 Nm bei 4000                                                               | 310 Nm bei 4000                                                               | 380 Nm bei 2600                                                               | 380 Nm bei 2200                                                               |
| Antrieb                          | Hinterradantrieb                                                              | Hinterradantrieb                                                              | Hinterradantrieb                                                              | Hinterradantrieb                                                              | Hinterradantrieb                                                              | Hinterradantrieb                                                              | Hinterradantrieb                                                              | Hinterradantrieb                                                              | Hinterradantrieb                                                              | Hinterradantrieb                                                              |
| Getriebe                         | Manuell, 4 Gänge / Manuell, 5 Gänge / Automatik, 3 Gänge / Automatik, 4 Gänge | Manuell, 4 Gänge / Manuell, 5 Gänge / Automatik, 3 Gänge / Automatik, 4 Gänge | Manuell, 4 Gänge / Manuell, 5 Gänge / Automatik, 3 Gänge / Automatik, 4 Gänge | Manuell, 4 Gänge / Manuell, 5 Gänge / Automatik, 3 Gänge / Automatik, 4 Gänge | Manuell, 4 Gänge / Manuell, 5 Gänge / Automatik, 3 Gänge / Automatik, 4 Gänge | Manuell, 4 Gänge / Manuell, 5 Gänge / Automatik, 3 Gänge / Automatik, 4 Gänge | Manuell, 4 Gänge / Manuell, 5 Gänge / Automatik, 3 Gänge / Automatik, 4 Gänge | Manuell, 4 Gänge / Manuell, 5 Gänge / Automatik, 3 Gänge / Automatik, 4 Gänge | Manuell, 4 Gänge / Manuell, 5 Gänge / Automatik, 3 Gänge / Automatik, 4 Gänge | Manuell, 4 Gänge / Manuell, 5 Gänge / Automatik, 3 Gänge / Automatik, 4 Gänge |
| Beschleunigung 0–100 km/h        | 10,6 s                                                                        | 10,0 s                                                                        | 9,5 s                                                                         | 9,5 s                                                                         | 8,6 s                                                                         | 9,0 s                                                                         | 7,9 s                                                                         | 7,9 s                                                                         | 7,8 s                                                                         | 7,9 s                                                                         |
| Höchstgeschwindigkeit            | 185 km/h                                                                      | 192 km/h                                                                      | 196–201 km/h                                                                  | 200 km/h                                                                      | 206–208 km/h                                                                  | 205 km/h                                                                      | 212 km/h                                                                      | 217 km/h                                                                      | 222 km/h                                                                      | 227 km/h                                                                      |
| Gewicht                          | 1460 kg                                                                       | 1470 kg (1485 kg)                                                             | 1490 kg                                                                       | 1530 kg                                                                       | 1500 kg                                                                       | 1500 kg                                                                       | 1530 kg                                                                       | 1545 kg                                                                       | 1585 kg                                                                       | 1590 kg                                                                       |
| Produktionszahlen                | 921 Stück                                                                     | 30.717 Stück                                                                  | 62.908 Stück                                                                  | 16.848 Stück                                                                  | 54.776 Stück                                                                  | 27.238 Stück                                                                  | 60.746 Stück                                                                  | 60.746 Stück                                                                  | 16.031 Stück                                                                  | 16.031 Stück                                                                  |

## Motoren

### Allgemeines
Der BMW E23 wurde ausschließlich mit Sechszylinder-Reihenmotoren vom Typ M30 und in Ausnahmefällen mit dem auf dem M30 basierenden Sportmotor M88/3 ausgerüstet. Allerdings waren während der Entwicklung auch größere Motoren vorgesehen, die schon teilweise im Vorgänger erprobt wurden. Die Achtzylinder mit vier bis fünf Litern Hubraum befand die Entwicklungsabteilung als zu groß und zu schwer. Einen moderneren Zwölfzylinder-V-Motor verwarf man aus Bedenken, nach der zweiten Ölkrise 1979/80 ein „zu protziges Auto“ anzubieten.
Später erprobte man sogar den 4,5 Liter-Achtzylinder von Porsche. Dies hatte den Grund, dass diese Maschine bei Porsche nur im 928 eingebaut wurde und da nur auf kleine Stückzahlen kam. Zu einer Zusammenarbeit kam es jedoch nicht, da man bei BMW befand, dass der Porsche-V8 mit 240 PS kaum leistungsstärker und weniger elastisch war als die eigenen Reihensechszylinder. Der ausreichend dimensionierte Motor erreicht, regelmäßig gewartet und schonend gefahren, zum Teil Laufleistungen von mehr als 300.000 Kilometern. Auch der Turbomotor des Spitzenmodells 745i gilt als unproblematisch, Defekte am Turbolader oder Ladeluftkühler sind bei nicht zu forscher Fahrweise selten.

### Motorendaten bis 1979
| Modell   | Hubraum  | Zylinder | Leistung                       | max. Drehmoment       | Verdichtungsverhältnis | Bauzeit         |
| -------- | -------- | -------- | ------------------------------ | --------------------- | ---------------------- | --------------- |
| BMW 728  | 2788 cm³ | 6        | 125 kW (170 PS) bei 5800 min−1 | 238 Nm bei 4000 min−1 | 9,0:1                  | 05/1977–08/1979 |
| BMW 730  | 2985 cm³ | 6        | 135 kW (184 PS) bei 5800 min−1 | 260 Nm bei 3500 min−1 | 9,0:1                  | 05/1977–08/1979 |
| BMW 733i | 3205 cm³ | 6        | 145 kW (197 PS) bei 5500 min−1 | 280 Nm bei 4300 min−1 | 9,0:1                  | 05/1977–08/1979 |

### Motorendaten ab 1979
| Modell   | Hubraum  | Zylinder | Leistung                       | max. Drehmoment       | Verdichtungsverhältnis | Bauzeit         |
| -------- | -------- | -------- | ------------------------------ | --------------------- | ---------------------- | --------------- |
| BMW 725i | 2494 cm³ | 6        | 110 kW (150 PS) bei 5500 min−1 | 215 Nm bei 4000 min−1 | 9,6:1                  | 09/1979–08/1986 |
| BMW 728i | 2788 cm³ | 6        | 135 kW (184 PS) bei 5800 min−1 | 240 Nm bei 4200 min−1 | 9,3:1                  | 09/1979–08/1986 |
| BMW 732i | 3210 cm³ | 6        | 145 kW (197 PS) bei 5500 min−1 | 285 Nm bei 4300 min−1 | 10,0:1                 | 09/1979–08/1986 |
| BMW 735i | 3430 cm³ | 6        | 160 kW (218 PS) bei 5200 min−1 | 310 Nm bei 4000 min−1 | 10,0:1                 | 09/1979–08/1986 |
| BMW 745i | 3210 cm³ | 6        | 185 kW (252 PS) bei 5200 min−1 | 380 Nm bei 2600 min−1 | 7,0:1                  | 04/1980–08/1986 |
| BMW 745i | 3430 cm³ | 6        | 185 kW (252 PS) bei 4900 min−1 | 380 Nm bei 2200 min−1 | 8,0:1                  | 05/1983–08/1986 |

1. ↑  Der BMW 725i wurde nur für Behörden, die für die Beschaffung von Dienstwagen eine Obergrenze von 150 PS vorsahen, sowie für den Export produziert.
2. ↑  Der BMW 745i ist mit einem Turbolader ausgestattet. Der Hubraum multipliziert mit dem (aus dem Motorsport bekannten) Faktor 1,4 ergibt die Modellbezeichnung.

### Fahrleistungen
Die angegebenen Daten zu den Fahrleistungen beziehen sich auf die Modelle mit Schaltgetriebe. Fahrzeuge, die mit einem Automatikgetriebe ausgestattet sind, bieten merklich geringere Fahrleistungen.
| Modell                    | Höchstgeschwindigkeit | Beschleunigung 0 bis 100 km/h | 1 Kilometer aus dem Stand   |
| ------------------------- | --------------------- | ----------------------------- | --------------------------- |
| BMW 728 BMW 728i          | 192 km/h 201 km/h     | 10,0 Sekunden 9,5 Sekunden    | 30,6 Sekunden               |
| BMW 730                   | 200 km/h              | 9,5 Sekunden                  |                             |
| BMW 732i                  | 208 km/h              | 8,6 Sekunden                  | 29,5 Sekunden               |
| BMW 733i                  | 212 km/h              | 9,0 Sekunden                  |                             |
| BMW 735i                  | 217 km/h              | 7,9 Sekunden                  | 28,7 Sekunden               |
| BMW 745i 3,2 BMW 745i 3,4 | 222 km/h 227 km/h     | 7,8 Sekunden 7,9 Sekunden     | 28,3 Sekunden 28,2 Sekunden |

## Fuhrpark des Vatikans

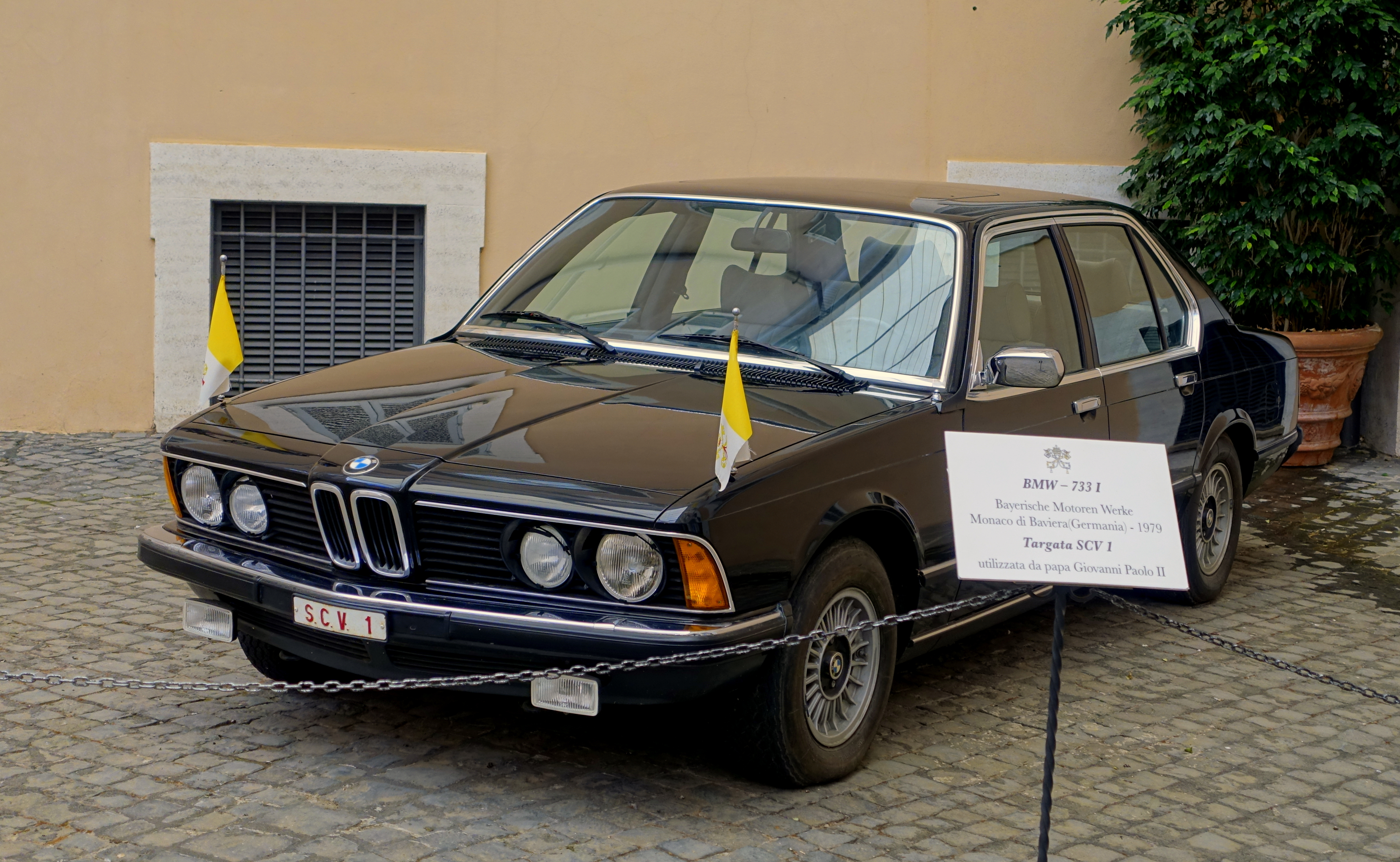
733i von Johannes Paul II.

Bei der Wiedereröffnung von Castel Gandolfo 2015 wurde bekannt, dass unter Johannes Paul II. auch ein nachtblauer 733i zum Fuhrpark gehörte.